# Catasticta modesta
Catasticta modesta är en fjärilsart som först beskrevs av Lucas 1852.  Catasticta modesta ingår i släktet Catasticta och familjen vitfjärilar.
Artens utbredningsområde är Peru. Inga underarter finns listade i Catalogue of Life.